# Chirotica tenuis
Chirotica tenuis là một loài tò vò trong họ Ichneumonidae.